# Джеррі Перрі (тенісист)
Джеррі Перрі (англ. Gerry Perry; нар. 1 червня 1947) — колишній американський тенісист.
Найвищим досягненням на турнірах Великого шолома був фінал в змішаному парному розряді.

## Фінали турнірів Великого шолома

### Мікст (1 поразка)
| Результат | Рік  | Турнір                           | Покриття | Партнер        | Суперники                   | Рахунок  |
| --------- | ---- | -------------------------------- | -------- | -------------- | --------------------------- | -------- |
| Поразка   | 1968 | Відкритий чемпіонат США з тенісу | Трава    | Торі Енн Фретц | Мері-Енн Ейсел Пітер Кертіс | 4–6, 5–7 |